# Michael Badalucco
Michael Badalucco (New York, 20 dicembre 1954) è un attore statunitense.

## Biografia
Nato nel quartiere di Brooklyn a New York, la sua famiglia è di origini italiane ed è attiva nel cinema: suo padre Joe è costumista di scena, sua madre Jean è casalinga e suo fratello Joseph è divenuto famoso nel ruolo di Jimmy Altieri nella serie televisiva I Soprano dell'HBO. Caratterista, come il fratello, e dotato di una stazza fisica notevole, Badalucco ha una carriera divisa tra il cinema e la televisione.
Il ruolo che gli ha procurato maggiore popolarità è quello dell'avvocato Jimmy Berluti nella serie televisiva della ABC, The Practice - Professione avvocati. Nella sua carriera il suo ruolo di maggior rilievo è stato quello del violento padre di Natalie Portman in Léon, ma oltre a ciò Badalucco ha interpretato vari film diretti da Spike Lee, tra i quali Jungle Fever, Clockers e S.O.S. Summer of Sam - Panico a New York, e dai Fratelli Coen, come Fratello, dove sei? e L'uomo che non c'era.

## Filmografia

### Cinema
- Broadway Danny Rose, regia di Woody Allen (1984)
- Cercasi Susan disperatamente (Desperately Seeking Susan), regia di Susan Seidelman (1985)
- Crocevia della morte (Miller's Crossing), regia di Joel Coen (1990)
- Jungle Fever, regia di Spike Lee (1991)
- Insieme per forza (The Hard Way), regia di John Badham (1991)
- La notte e la città (Night and the City), regia di Irwin Winkler (1992)
- Insonnia d'amore (Sleepless in Seattle), regia di Nora Ephron (1993)
- Léon, regia di Luc Besson (1994)
- Alla ricerca di Jimmy (The Search for One-eye Jimmy), regia di Sam Henry Kass (1994)
- Clockers, regia di Spike Lee (1995)
- Un giorno... per caso (One Fine Day), regia di Michael Hoffman (1996)
- Ladri per amore (Two If by Sea), regia di Bill Bennett (1996)
- C'è posta per te (You've Got Mail), regia di Nora Ephron (1998)
- S.O.S. Summer of Sam - Panico a New York (Summer of Sam), regia di Spike Lee (1999)
- Fratello, dove sei? (O Brother, Where Art Thou?), regia di Joel ed Ethan Coen (2000)
- L'uomo che non c'era (The Man Who Wasn't There), regia di Joel ed Ethan Coen (2001)
- Vita da strega (Bewitched), regia di Nora Ephron (2005)
- Sola contro tutti (Nowhere to Hide), regia di John Murlowski (2009)
- The Resident, regia di Antti Jokinen (2011)
- Gigolò per caso (Fading Gigolo), regia di John Turturro (2013)
- L'eccezione alla regola (Rules Don't Apply), regia di Warren Beatty (2016)
- Jesus Rolls - Quintana è tornato!  (The Jesus Rolls), regia di John Turturro (2019)

### Televisione
- The Practice - Professione avvocati (The Practice) – serie TV, 166 episodi (1997-2004)
- Pizza My Heart, regia di Andy Wolk - film TV (2005)
- Detective Monk (Monk) – serie TV, episodio 7x09 (2008)
- Boardwalk Empire - L'impero del crimine (Boardwalk Empire) – serie TV, episodi 1x07-1x11 (2010)
- Non ho mai... (Never Have I Ever) – serie TV, 3 episodi (2020-2023)

## Doppiatori italiani
Nelle versioni in italiano delle opere in cui ha recitato, Micahel Badalucco è stato doppiato da:
- Luciano Roffi in The Practice - Professione avvocati, Justice - Nel nome della legge, Private Practice, Non ho mai...
- Roberto Stocchi in Cold Case, Pizza My Heart, Gigolò per caso, Blue Bloods
- Marco Mete in Mac, Una notte per caso, Fratello, dove sei?
- Paolo Marchese in Léon, Boadwalk Empire
- Emidio La Vella in Detective Monk, Bones (ep. 10x10)
- Fabrizio Vidale in Law & Order - I due volti della giustizia
- Enzo Avolio in Law & Order - Unità vittime speciali
- Simone Mori in C'è post@ per te
- Carlo Cosolo in L'uomo che non c'era
- Giorgio Lopez in Joan of Arcadia
- Massimo Rossi in Alla ricerca di Jimmy
- Francesco Pannofino in Ladri per amore
- Roberto Pedicini in Summer of Sam - Panico a New York
- Mino Caprio in Lilyhammer
- Gianluca Machelli in Bones (ep. 4x04)
- Luca Graziani in Jesus Rolls - Quintana è tornato!